# Okrug Havlíčkův Brod
Okrug Havlíčkův Brod (češki: Okres Havlíčkův Brod) je jedan od pet okruga u pokrajini Vysočina u Češkoj, te najsjeverniji okrug u ovoj pokrajini. Središte okruga je grad Havlíčkův Brod.

## Gradovi, općine i naselja
U okrugu Havlíčkův Brod nalazi se 9 gradova, 120 općina i 335 naselja.
- Bačkov
- Bartoušov
- Bělá
  - Tasice
- Bezděkov
  - Hařilova Lhotka
  - Štěpánov
- Bojiště
  - Mstislavice
  - Veliká
- Boňkov
- Borek
  - Ostružno
- Břevnice
- Čachotín
- Čečkovice
- Česká Bělá
  - Cibotín
- Číhošť
  - Hlohov
  - Hroznětín
  - Tunochody
  - Zdeslavice
- Dlouhá Ves
- Dolní Krupá
  - Chrast
- Dolní Město
  - Dobrá Voda Lipnická
  - Loukov
  - Meziklasí
  - Rejčkov
  - Smrčensko
- Dolní Sokolovec
  - Horní Sokolovec
- Druhanov
- Golčův Jeníkov
  - Kobylí Hlava
  - Nasavrky
  - Římovice
  - Sirákovice
  - Stupárovice
  - Vrtěšice
- Habry
  - Frýdnava
  - Lubno
  - Zboží
- Havlíčkova Borová
  - Peršíkov
  - Železné Horky
- Havlíčkův Brod
  - Březinka
  - Herlify
  - Jilemník
  - Klanečná
  - Květnov
  - Mírovka
  - Poděbaby
  - Suchá
  - Svatý Kříž
  - Šmolovy
  - Termesivy
  - Veselice
  - Zbožice
- Herálec
  - Dubí
  - Kamenice
  - Koječín
  - Mikulášov
  - Pavlov u Herálce
  - Zdislavice
- Heřmanice
  - Bučovice
- Hněvkovice
  - Budeč
  - Habrovčice
  - Chotěměřice
  - Nová Ves u Dolních Kralovic
  - Štičí
  - Velká Paseka
  - Zahájí
- Horní Krupá
  - Lysá
  - Údolí
  - Zálesí
- Horní Paseka
- Hradec
  - Hamry
- Hurtova Lhota
- Chotěboř
  - Bílek
  - Dobkov
  - Klouzovy
  - Počátky
  - Příjemky
  - Rankov
  - Střížov
  - Svinný
- Chrtníč
- Chřenovice
- Jedlá
  - Dobrá Voda
- Jeřišno
  - Heřmaň
  - Chuchel
  - Podhořice
  - Vestecká Lhotka
- Jilem
- Jitkov
- Kámen
  - Jiříkov
  - Proseč
- Kamenná Lhota
  - Dolní Paseka
- Klokočov
  - Klokočovská Lhotka
- Knyk
  - Rozňák
- Kochánov
- Kojetín
- Kouty
- Kozlov
  - Leština
  - Olešná
  - Sychrov
  - Vrbka
- Kožlí
  - Bohumilice
  - Sechov
- Kraborovice
  - Úhrov
- Krásná Hora
  - Bezděkov
  - Bratroňov
  - Broumova Lhota
  - Čekánov
  - Hlavňov
  - Kojkovičky
  - Krásná Hora
  - Vítonín
  - Volichov
- Krátká Ves
- Krucemburk
  - Hluboká
  - Staré Ransko
- Kunemil
- Květinov
  - Kvasetice
  - Radňov
- Kyjov
  - Dvorce
- Kynice
- Lány
- Ledeč nad Sázavou
  - Habrek
  - Horní Ledeč
  - Obrvaň
  - Souboř
- Leškovice
- Leština u Světlé
  - Dobrnice
  - Štěpánov
  - Vrbice
- Libice nad Doubravou
  - Barovice
  - Chloumek
  - Kladruby
  - Křemenice
  - Lhůta
  - Libice nad Doubravou
  - Libická Lhotka
  - Malochyně
  - Nehodovka
  - Spálava
- Lípa
  - Dobrohostov
  - Chválkov
  - Petrkov
- Lipnice nad Sázavou
  - Vilémovec
- Lučice
- Malčín
  - Dobrá Voda
- Maleč
  - Blatnice
  - Dolní Lhotka
  - Horní Lhotka
  - Hranice
  - Jeníkovec
  - Maleč
  - Předboř
- Michalovice
- Modlíkov
- Nejepín
- Nová Ves u Chotěboře
  - Nový Dvůr
- Nová Ves u Leštiny
- Nová Ves u Světlé
- Okrouhlice
  - Babice
  - Chlístov
  - Olešnice
  - Vadín
- Okrouhlička
  - Skřivánek
- Olešenka
- Olešná
- Ostrov
- Oudoleň
- Ovesná Lhota
- Pavlov
- Podmoklany
  - Branišov
  - Hudeč
- Podmoky
- Pohled
  - Simtany
- Pohleď
- Prosíčka
  - Dolní Prosíčka
  - Horní Prosíčka
  - Nezdín
- Přibyslav
  - Česká Jablonná
  - Dobrá
  - Dolní Jablonná
  - Hřiště
  - Poříčí
  - Ronov nad Sázavou
  - Utín
- Příseka
- Radostín
- Rozsochatec
  - Jahodov
- Rušinov
  - Hostětínky
  - Modletín
  - Vratkov
- Rybníček
- Sázavka
- Sedletín
  - Veselá
- Skorkov
- Skryje
  - Hostačov
  - Chrastice
- Skuhrov
- Slavětín
- Slavíkov
  - Dlouhý
  - Dolní Vestec
  - Horní Vestec
  - Kocourov
  - Rovný
  - Štikov
  - Zálesí
- Slavníč
- Sloupno
- Služátky
- Sobíňov
- Stříbrné Hory
- Světlá nad Sázavou
  - Benetice
  - Dolní Březinka
  - Dolní Dlužiny
  - Horní Březinka
  - Horní Dlužiny
  - Josefodol
  - Kochánov
  - Leštinka
  - Lipnička
  - Mrzkovice
  - Opatovice
  - Radostovice
  - Závidkovice
  - Žebrákov
- Šlapanov
  - Kněžská
  - Šachotín
- Štoky
  - Petrovice
  - Pozovice
  - Smilov
  - Studénka
- Tis
  - Kněž
- Trpišovice
  - Bilantova Lhota
  - Dobrovítova Lhota
  - Koňkovice
  - Remuta
  - Smrčná
- Uhelná Příbram
  - Jarošov
  - Petrovice u Uhelné Příbramě
  - Přísečno
  - Pukšice
- Úhořilka
- Úsobí
  - Chyška
  - Kosovy
- Vepříkov
  - Miřátky
- Veselý Žďár
- Věž
  - Jedouchov
  - Leština
  - Mozerov
  - Skála
- Věžnice
- Vilémov
  - Dálčice
  - Hostovlice
  - Jakubovice
  - Klášter
  - Košťany
  - Spytice
  - Vilémov
  - Zhoř
  - Ždánice
- Vilémovice
- Víska
- Vlkanov
- Vysoká
- Zvěstovice
- Ždírec
- Ždírec nad Doubravou
  - Benátky
  - Horní Studenec
  - Kohoutov
  - Nové Ransko
  - Nový Studenec
  - Stružinec
  - Údavy
- Žižkovo Pole
  - Macourov